# Hickory Township (Arkansas)
Hickory Township est l'un des vingt et un townships du comté de Carroll, en Arkansas, aux États-Unis.

## Villes notables
- Green Forest, Arkansas

### Source de la traduction
- (en) Cet article est partiellement ou en totalité issu de l’article de Wikipédia en anglais intitulé « Hickory Township, Carroll County, Arkansas » (voir la liste des auteurs).